# 3092 Herodotus
3092 Herodotus è un asteroide della fascia principale del diametro medio di circa 35,07 km. Scoperto nel 1960, presenta un'orbita caratterizzata da un semiasse maggiore pari a 3,5312338 UA e da un'eccentricità di 0,1216591, inclinata di 10,94198° rispetto all'eclittica.
L'asteroide prende il nome dallo storico greco Erodoto.